# Popovičky
Obec Popovičky se nachází v okrese Praha-východ, kraj Středočeský. Rozkládá se 21 km jihovýchodně od centra Prahy a 6 km jihozápadně od města Říčany. Žije zde 486 obyvatel. Součástí obce jsou i vesnice Chomutovice a Nebřenice.

## Historie
První písemná zmínka o obci pochází z roku 1352.

### Územněsprávní začlenění
Dějiny územněsprávního začleňování zahrnují období od roku 1850 do současnosti. V chronologickém přehledu je uvedena územně administrativní příslušnost obce v roce, kdy ke změně došlo:
- 1850 země česká, kraj Praha, politický okres Jílové, soudní okres Říčany[4]
- 1855 země česká, kraj Praha, soudní okres Říčany[4]
- 1868 země česká, politický okres Český Brod, soudní okres Říčany[4]
- 1898 země česká, politický okres Žižkov, soudní okres Říčany[5]
- 1921 země česká, politický okres Žižkov sídlo Říčany, soudní okres Říčany[6]
- 1925 země česká, politický i soudní okres Říčany[7]
- 1939 země česká, Oberlandrat Praha, politický i soudní okres Říčany[8]
- 1942 země česká, Oberlandrat Praha, politický okres Praha-venkov-jih, soudní okres Říčany[9]
- 1945 země česká, správní i soudní okres Říčany[10]
- 1949 Pražský kraj, okres Říčany[11]
- 1960 Středočeský kraj, okres Praha-východ[12]

## Pamětihodnosti
- Kostel sv. Bartoloměje na návsi. V kostele byl varhaníkem hudební skladatel Josef Hotový (1904–1975).

## Doprava
Dopravní síť
- Pozemní komunikace – Obcí prochází silnice III. třídy. Ve vzdálenosti 2 km vede silnice II/101 Zbraslav - Jesenice - Říčany - Úvaly - Brandýs nad Labem. Ve vzdálenosti 2,5 km prochází dálnice D1 s exitem 11 (Jesenice).

- Železnice – Železniční trať ani stanice na území obce nejsou.

Veřejná doprava 2011
- Autobusová doprava – V obci měla zastávku příměstská autobusová linka Praha,Opatov - Velké Popovice,Todice (v pracovních dnech 10 spojů, o víkendech 2 spoje) (dopravce Dopravní podnik hl. m. Prahy, a. s.).

## Galerie

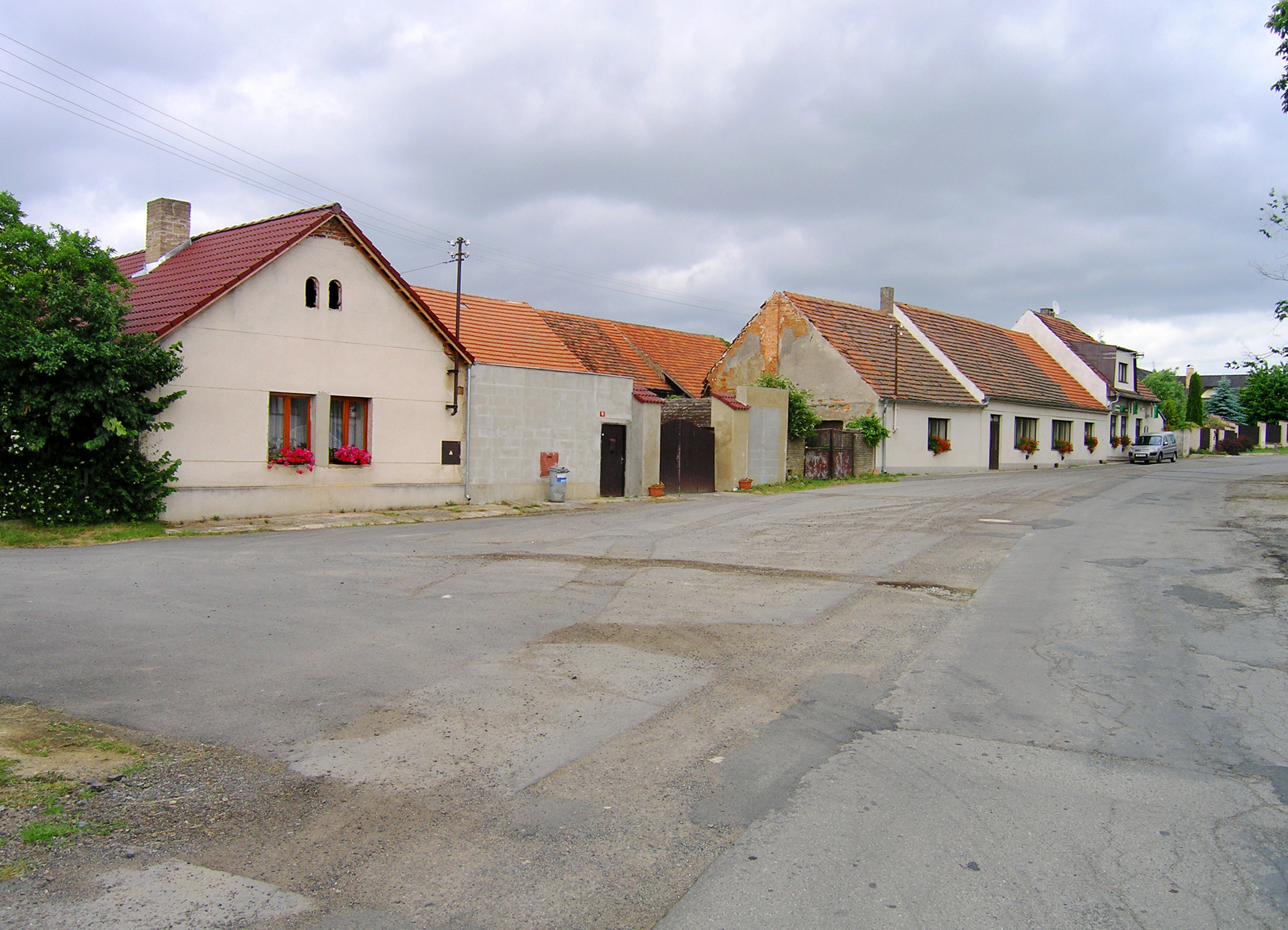
Horní náves
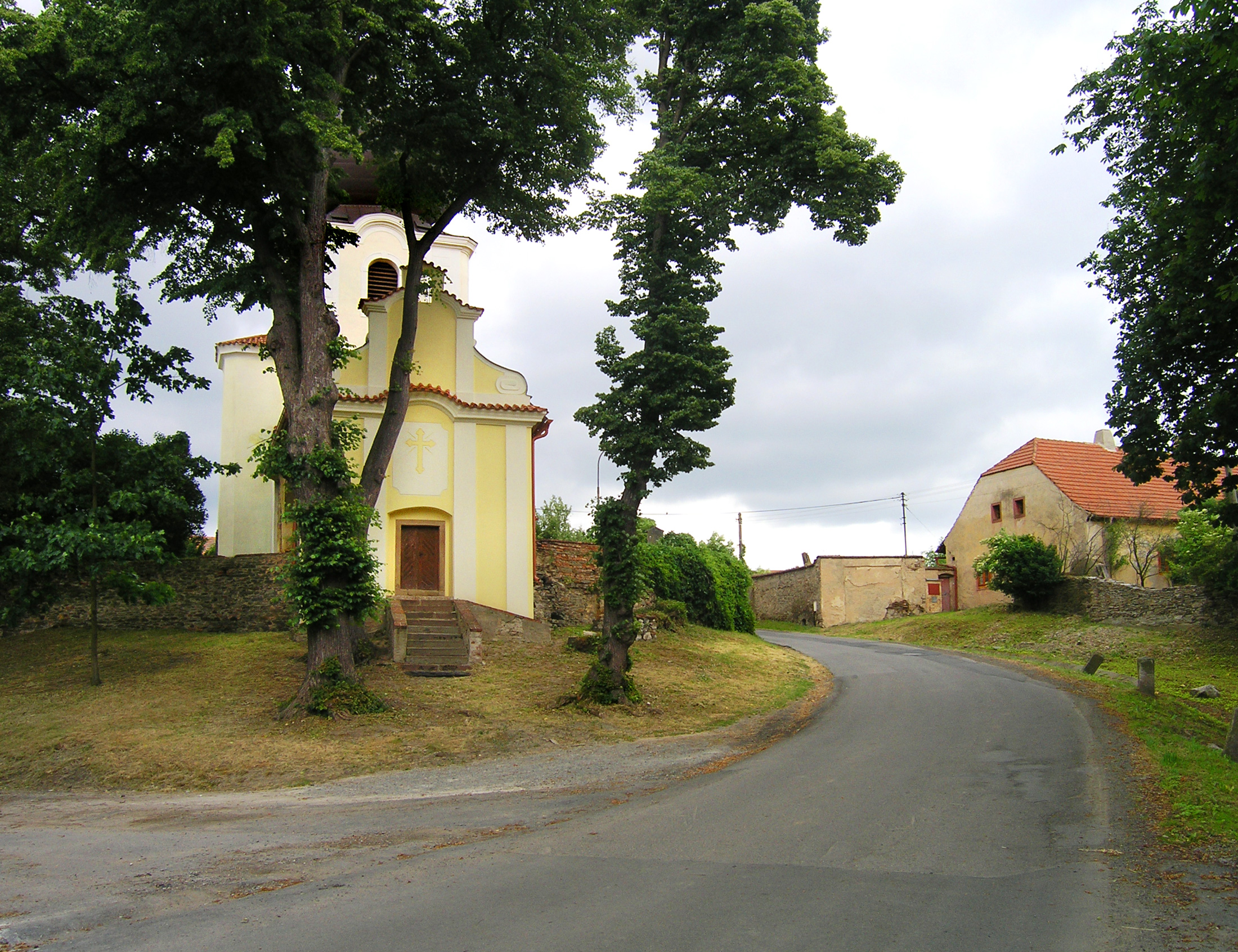
Kostel od dolní návsi
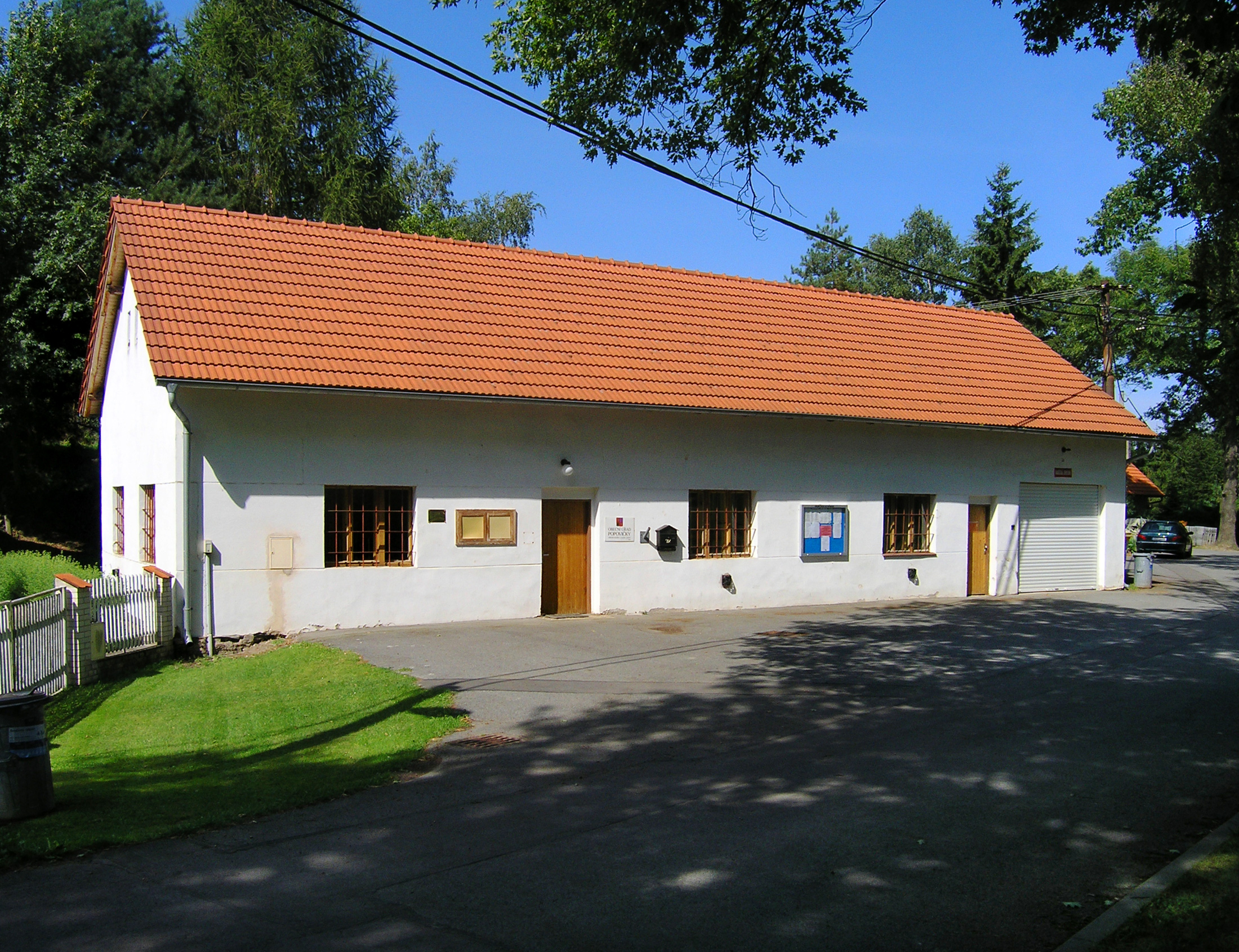
Obecní úřad umístěný ve vsi Chomutovice